# Deich- und Hauptsielverband Dithmarschen
Der Deich- und Hauptsielverband Dithmarschen (DHSV Dithmarschen) ist ein Wasser- und Bodenverband, dessen Verbandsgebiet die Region Dithmarschen umfasst.
Der DHSV Dithmarschen entstand im Jahr 1972 aus der Fusion der beiden Deich- und Hauptsielverbände Norder- und Süderdithmarschen und hat seinen Sitz in Hemmingstedt. Er ist Oberverband von 55 Deich- und Sielverbänden und zugleich Bearbeitungsgebietsverband des Bearbeitungsgebiets 9, das größtenteils in der Flussgebietseinheit Eider, aber auch in der Flussgebietseinheit Elbe liegt. Die Rechtsaufsicht über den DHSV Dithmarschen übt der Landrat von Dithmarschen aus.
Aufgabe des DHSV Dithmarschen und seiner Unterverbände ist neben der Unterhaltung von Gewässern und der Umsetzung der Europäischen Wasserrahmenrichtlinie vor allem die Unterhaltung der Mitteldeiche sowie der Betrieb und die Unterhaltung von Schöpfwerken.
Seit 1982 existiert als weiterer Unterverband der Abwasserverband Dithmarschen, dem 114 Gemeinden Dithmarschens als Verbandsmitglieder angehören. Die Oberleitung des Abwasserverbands liegt beim DHSV Dithmarschen.